# 临淄区
临淄区位于中華人民共和國山东省中部，是淄博市一个石油化工产业密集的市辖区。在古代曾为西周、春秋、战国时的大国齐国国都，1994年被國務院定为国家历史文化名城。

## 历史
临淄，古称营丘，秦汉时作临菑。相传上古时期的伏羲、颛顼曾在这里活动。此后为爽鸠氏、蒲姑氏等部族的聚居地。公元前约1046年，周朝建立后，周武王把首席功臣太公望分封于此，建立了侯国齐国，定都营丘。六世齐胡公迁薄姑。七世齐献公迁回营丘，因其地临淄水，遂改名为临淄，此后临淄之名一直延用至今。

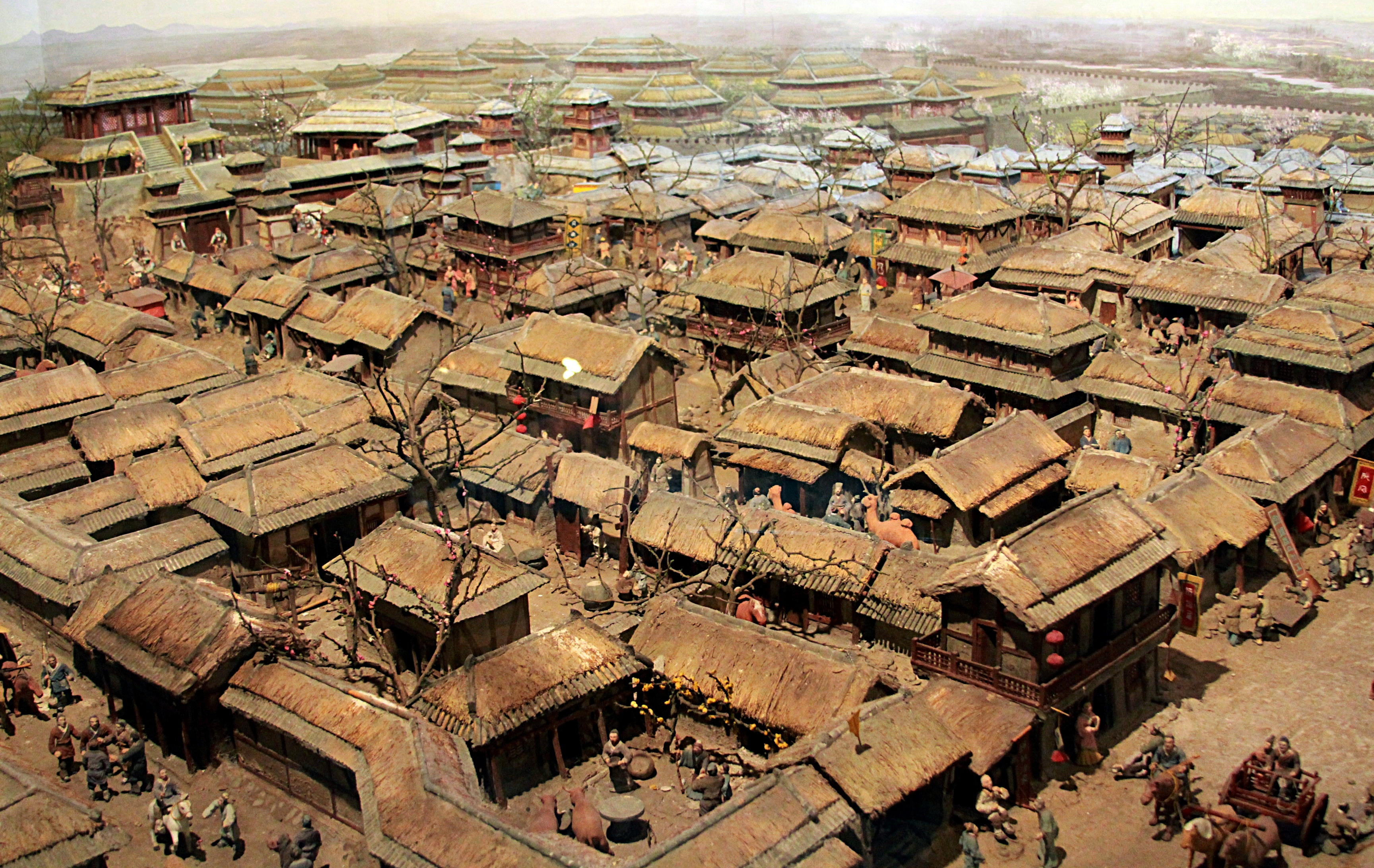
古临淄城复原

齐国是西周、春秋、战国时的大国，因此临淄作为其都城，历史上极为繁荣。目前临淄齐国故城的城址尚存，分民众生活的大城和国君居住的小城，两城相连，周长21公里，面积15平方公里，共有十三座城门。城内干道纵横交错，排成“井”字形，并有完善的供水、排水系统。城外还有埋葬齐国六位君主的田齐王陵等多处先秦墓葬。
东周时的临淄人物阜盛，齐相国管仲著《管子》。孔子曾来此闻韶乐，孟子也曾为齐王担任客卿。庄子曾被齐湣王聘为相。战国时临淄设稷下学宫，以招徕诸子百家来此讲学辩论、著书立说，荀子即为稷下的祭酒之一。游学于此的还有驺衍、宋钘、尹文、彭蒙、田骈、慎到等，号为稷下学派。当时的临淄邻近渤海，因而兼具鱼盐之利，经济繁荣、贸易发达，各种冶铁、炼铜、铸钱、制陶、纺织的作坊遍布城市内外。
临淄作为齐国的都城，共延续了八百余年历史，直到被秦国所灭。齊國都城臨淄鼎盛時有7萬戶，約35萬人口。秦国置临淄县，属齐郡。两汉时，临淄为五都之一。汉高祖刘邦封韩信为齐王，都临淄。韩信死后，高祖将长子刘肥封于临淄，建齐国，辖七十余城。文帝时将齐国一分为七。据史载，当时的临淄约有十万户人家，依然是东部地区最大的城市。及至晋代，临淄多遭兵祸，政权更迭频繁，其中南燕曾短暂地建都于此。此后临淄在青州的地位被益都所取代。南北朝后的历代，临淄先后属齐郡、青州、益都府、益都路、青州府等管辖。元末原城址被废弃，而在东南部另筑新城，即今临淄城区。

## 人口
根据第七次全国人口普查数据，截至2020年11月1日零时，临淄区常住人口为649160人。

## 行政区划
临淄区下辖5个街道办事处、7个镇：
闻韶街道、雪宫街道、辛店街道、稷下街道、齐陵街道、齐都镇、皇城镇、敬仲镇、朱台镇、金岭镇、凤凰镇和金山镇。

## 经济

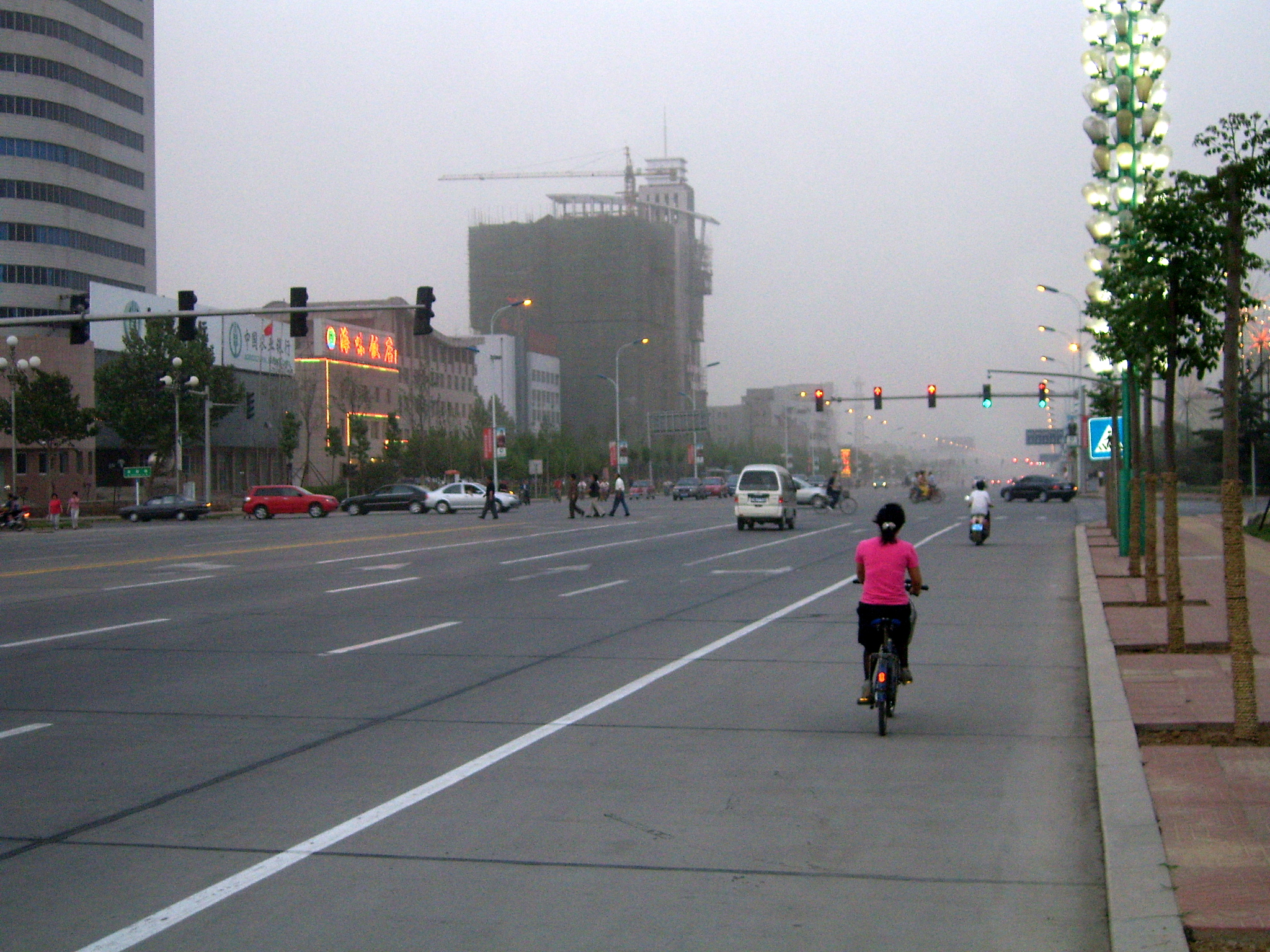
临淄道路

临淄靠近东营胜利油田，附近也多产煤炭和铁矿石。1969年临淄县被并入工矿城市淄博市，成为其临淄区。区驻地辛店位于胶济铁路线上，是一座新兴的工业城镇。目前经济以化学工业为主，齐鲁石化公司是中国石油化工集团的核心企业之一，全国特大型国有企业，拥有居中国前列的乙烯、合成树脂、橡胶、烧碱生产能力。经国务院批准由山东省政府和中石化集团合作并以齐鲁石化公司为依托基地建立起来的齐鲁化学工业园区是继上海南京之后的全国第三大化学工业园区。华能辛店电厂是一座装机容量达百万千瓦的大型发电企业。此外还有建材、纺织、机电等工业门类。农业盛产小麦、玉米、棉花等，有“鲁中粮仓”之称。

## 物产
- 特产青州花边大套，系用抽纱手工织成，颇具盛名。
- 西红柿，临淄还具有“西红柿之乡”之美称。

## 文化和旅游

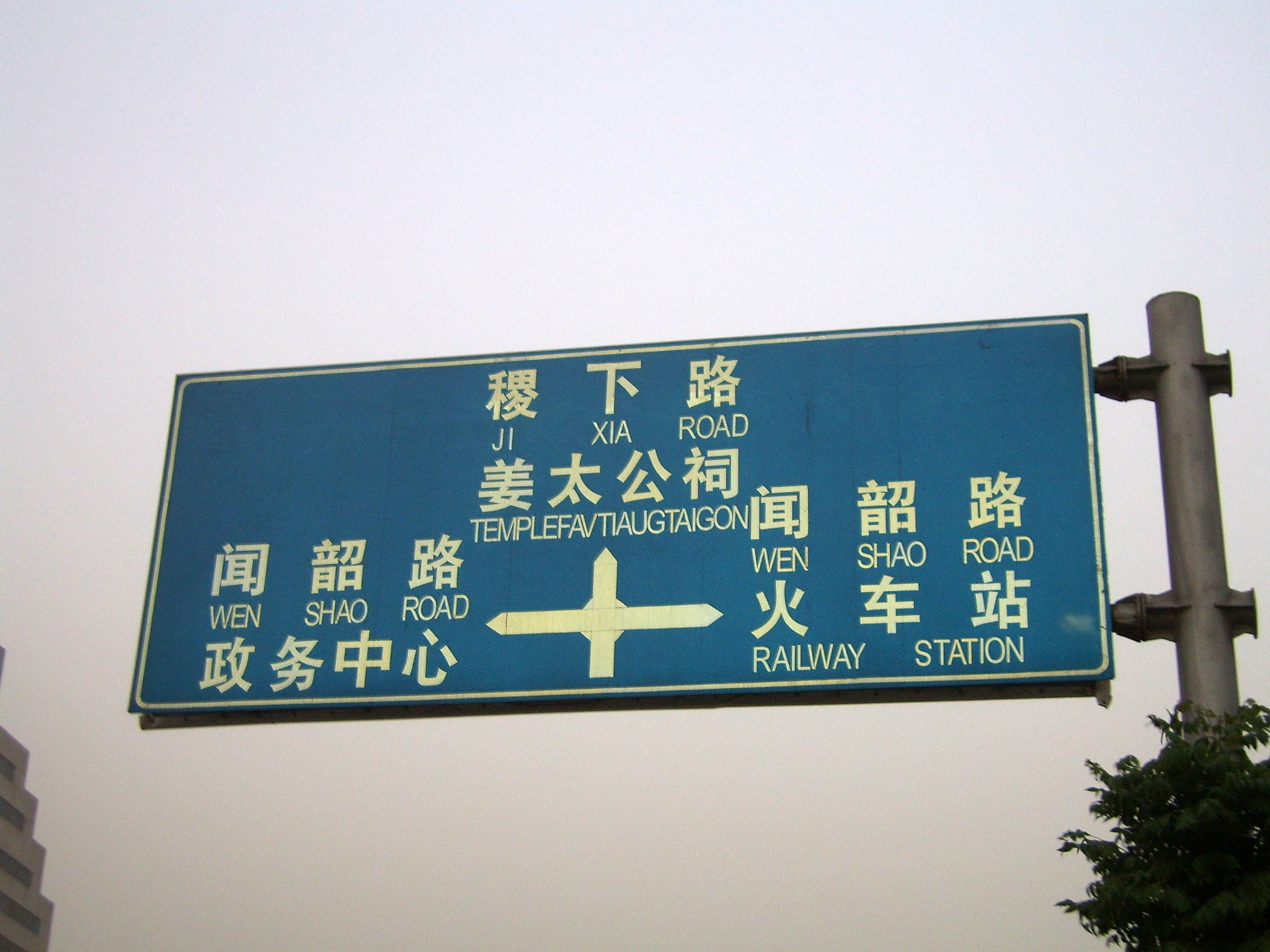
临淄的道路标志

- 2004年7月15日，经国际足联认定，世界足球起源于中国山东淄博临淄。早在2300多年前蹴鞠就已诞生并流行于中国临淄，古代的蹴鞠就是足球的前身。
- 国家历史文化名城：临淄
- 全国重点文物保护单位：临淄齐国故城 田齐王陵 桐林遗址
- 殉马坑 中国古车博物馆 齐国故城博物馆